# Uvall
Uvall, poznat i kao Vual ili Voval, u demonologiji, četrdeset i sedmi duh Goecije koji vlada nad trideset i sedam legija. Prije pada, bio je anđeo reda moćnika, a sad je moćni vojvoda u paklu.
Pojavljuje se u liku dromedara, ali može uzeti i ljudski oblik. Po naredbi prizivača može govoriti egipatski. Pobuđuje ljubav u žena, poznaje prošlost, sadašnjost i budućnost i stvara prijateljstvo među neprijateljima.